# Чкаловський сільський округ
Чка́ловський сільський округ (каз. Чкалов ауылдық округі, рос. Чкаловский сельский округ) — адміністративна одиниця у складі Тайиншинського району Північноказахстанської області Казахстану. Адміністративний центр — село Чкалово.
Населення — 4087 осіб (2021; 4969 у 2009, 5876 у 1999, 8076 у 1989).
Станом на 1989 рік існували Петровська сільська рада (село Алаколь, Ільїчовка, Петровка) та Чкаловська сільська рада (села Новоберезовка, Чкалово) колишнього Чкаловського району. Пізніше село Ільїчовка було передано до складу Амандицького сільського округу.

## Склад
До складу округу входять такі населені пункти:
| Населений пункт     | Старі назви | Населення, осіб (1989) | Населення, осіб (1999) | Населення, осіб (2009) | Населення, осіб (2021) |
| ------------------- | ----------- | ---------------------- | ---------------------- | ---------------------- | ---------------------- |
| Алаколь, село       | -           | 26                     | -                      | -                      | -                      |
| Новоберезовка, село | -           | 565                    | 308                    | 190                    | 34                     |
| Петровка, село      | -           | 1994                   | 1547                   | 1505                   | 1204                   |
| Чкалово, село       | -           | 5491                   | 4021                   | 3274                   | 2849                   |